# Cyprzyk czteroklapowy
Cyprzyk czteroklapowy (Tetraclinis articulata) – gatunek wieczniezielonych i jednopiennych krzewów i niewielkich drzew z rodziny cyprysowatych (Cupressaceae). Reprezentuje monotypowy rodzaj cyprzyk (Tetraclinis). Występuje licznie w Maroku, Algierii i Tunezji na wysokościach od 500 do 1800 m n.p.m. Ma poza tym posiada reliktowe stanowiska na Malcie i w południowej Hiszpanii w okolicy Kartageny. Rzadko uprawiany jest w kolekcjach ogrodów botanicznych i arboretów.

## Morfologia

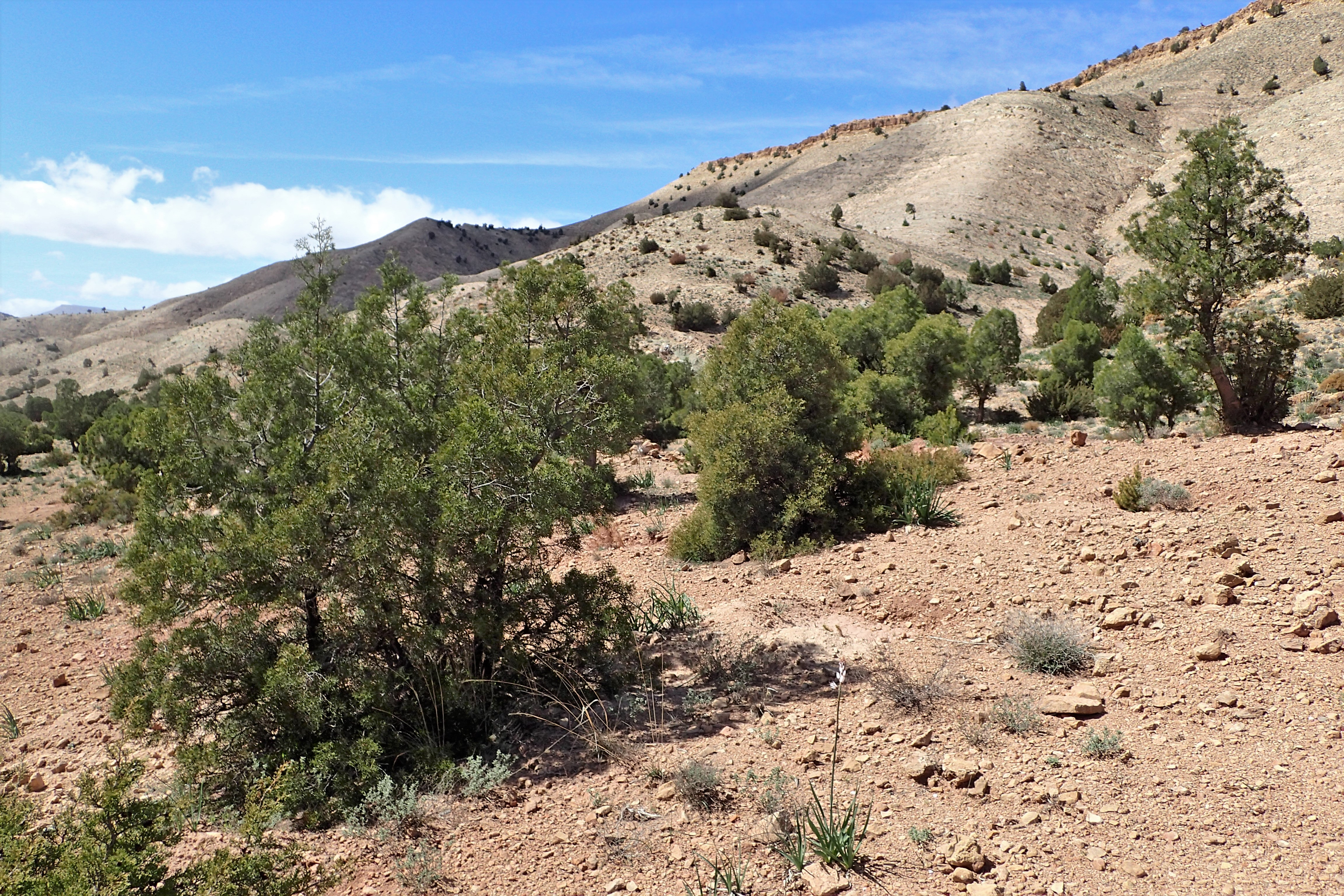
Pokrój i siedlisko
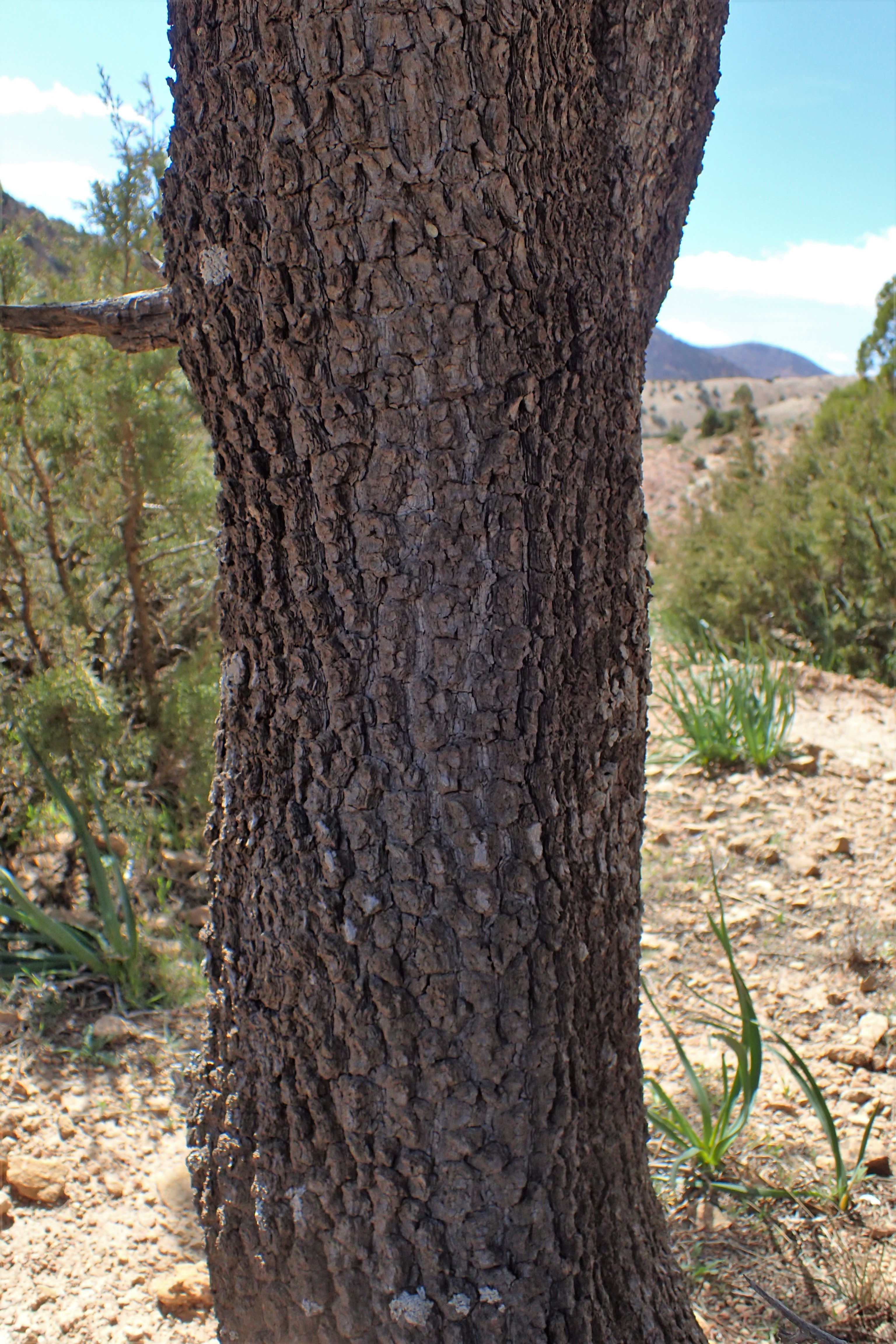
Pień
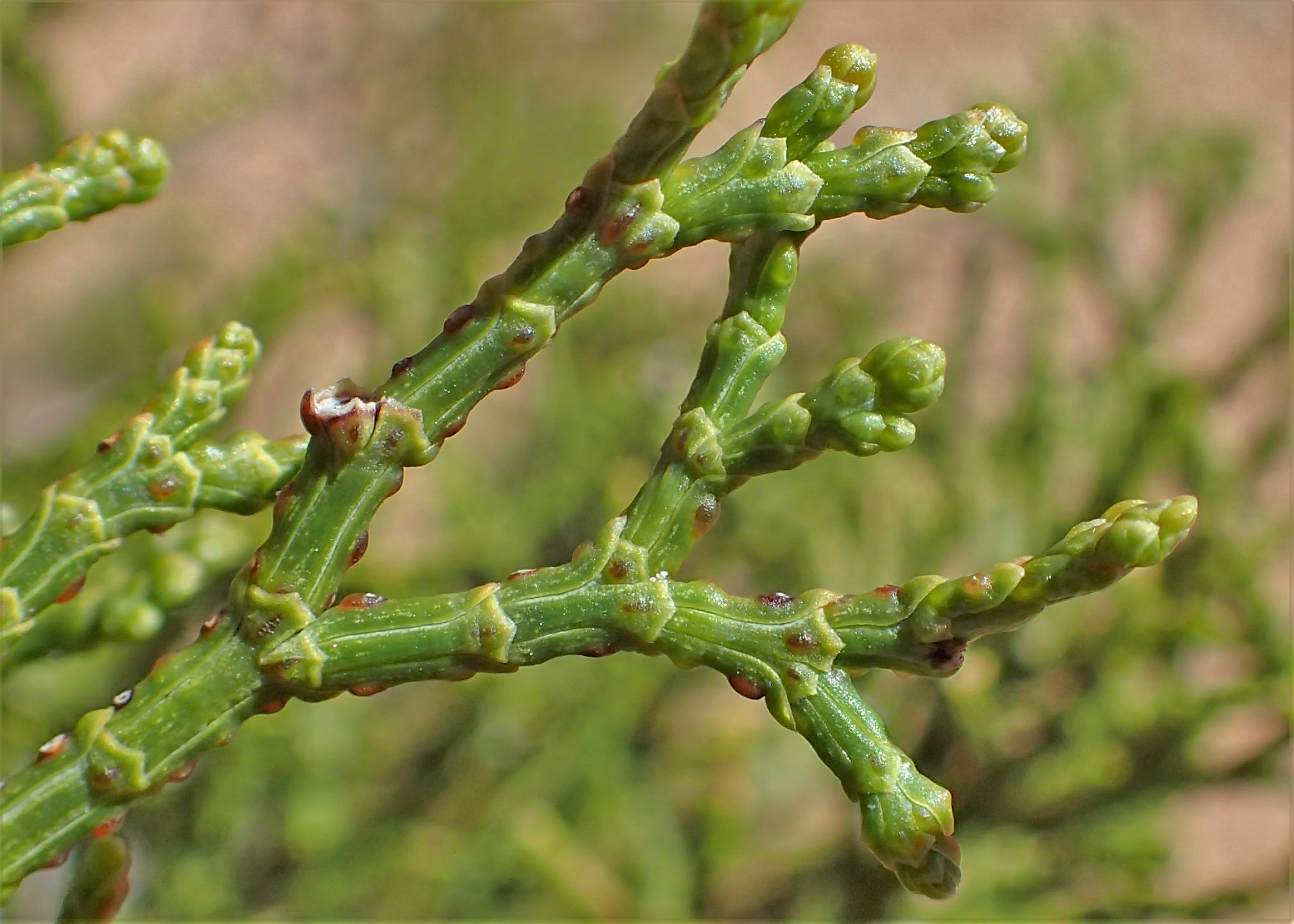
Pędy
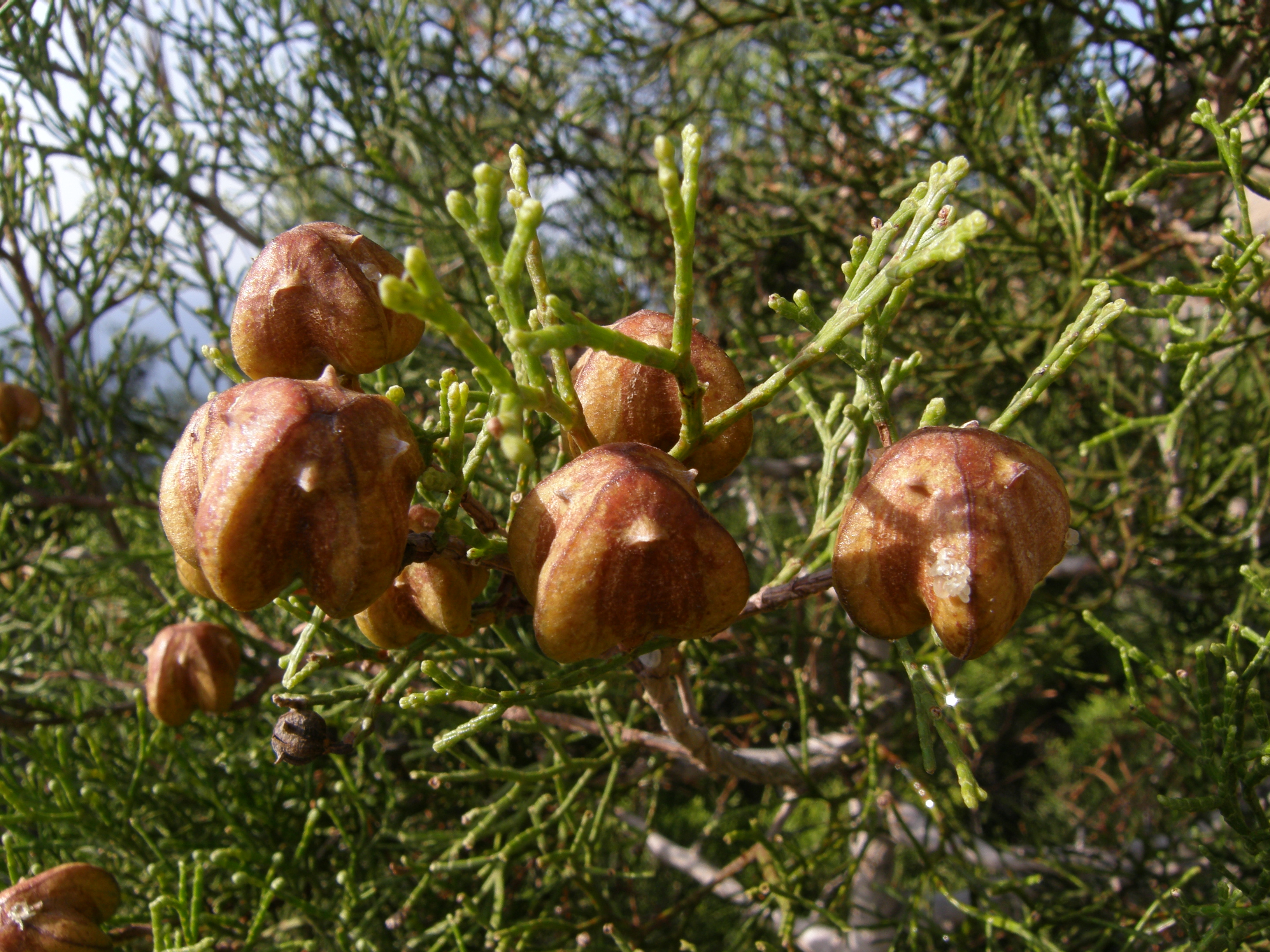
Szyszki
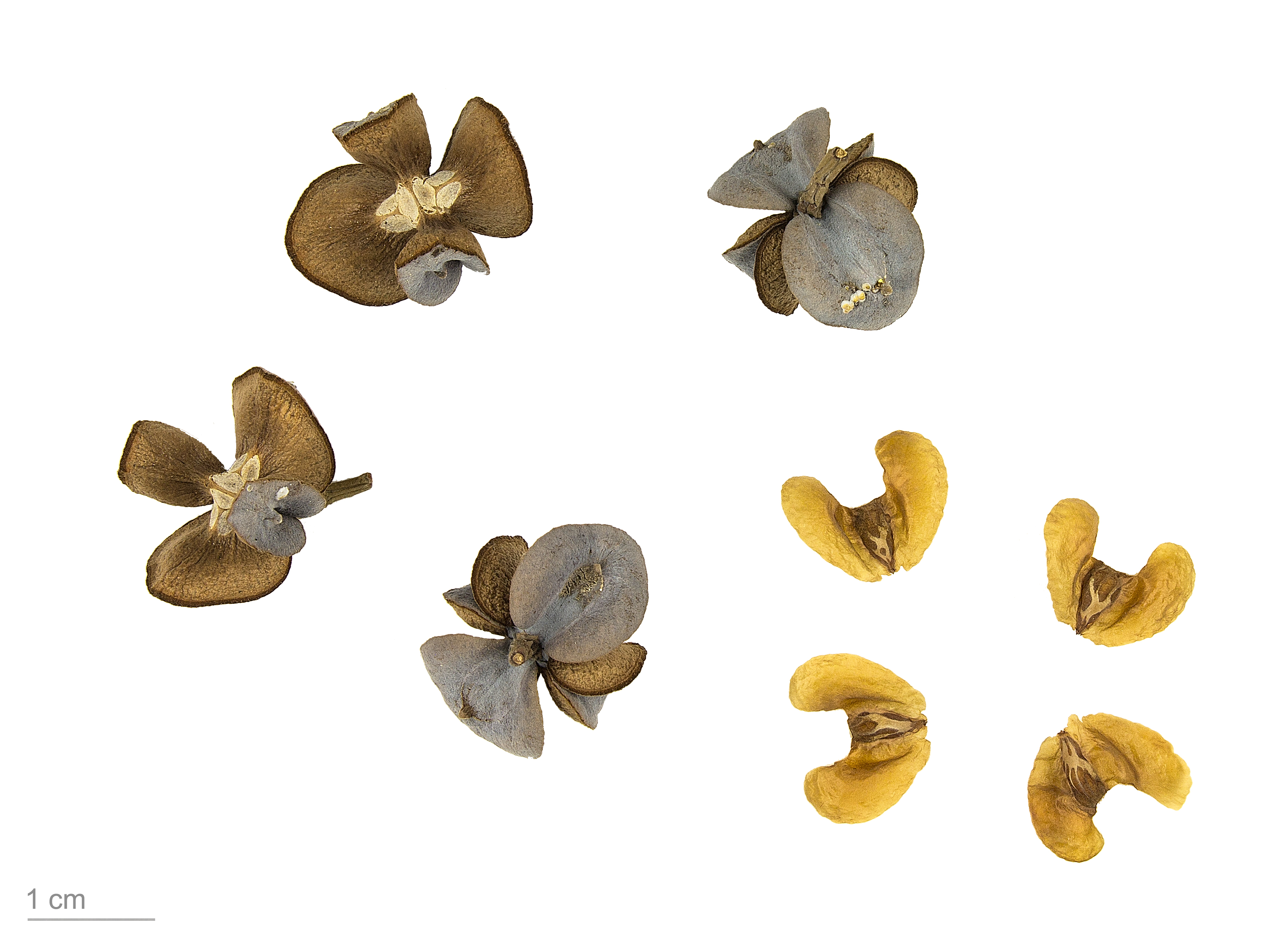
Szyszki i nasiona

PokrójKrzew lub drzewo osiągające do 15 m wysokości z pniem do 1,2 m średnicy. Pień pokryty jest czerwono-brązową korą, łuszczącą się cienkimi łuskami. Korona jest nieregularna, główne konary są wzniesione. Boczne pędy rozpościerają się horyzontalnie i silnie rozgałęziają. Rozgałęzienia pędów na końcach są spłaszczone. Młode pędy są zaróżowione.
LiścieŁuskowate, drobne (do 0,5 mm długości i 1 mm szerokości), wyrastają w czterech rzędach. Są jasnozielone lub sine z prześwitującym gruczołkiem u szczytu. Boczne liście są większe od środkowych i nieco je przesłaniają. Kształt mają trójkątny, na szczycie są słabo zaostrzone i nieco odstające.
Organy generatywneStrobile męskie są kuliste i powstają na końcach pędów. Strobile żeńskie mają kształt kulisto-jajowaty i składają się z 4 łusek (makrosporofili). Dojrzewają w ciągu jednego roku. Szyszka jest sino-brązowa, o średnicy 11 mm i 12 mm wysokości, osadzona na krótkiej (do 5 mm) szypule.
NasionaPowstają po 1-2 na każdej łusce (makrosporofilu). Osiągają do 5 mm długości i 3 mm szerokości i zaopatrzone są w dwa długie skrzydełka o szerokości ok. 4 mm.

## Zastosowanie
- Drewno jest używane do produkcji sklejki[8] oraz luksusowych mebli, ozdobnych pudełek itp.[7] Jest ciemne, twarde, żywiczne i silnie aromatyczne. W czasach biblijnych było bardzo cenne. N. H. Moldenke i A. L. Moldenke podają, że osiągało nawet cenę złota. W Biblii wymienione jest tylko raz – w Apokalipsie św. Jana (18,10-12) i to jako drewno tujowe. Wynika to z tego, że dawniej gatunek ten zaliczany był do rodzaju tuja (Thuja) i tak to zostało przetłumaczone w wielu wersjach Biblii. Drewnem cyprzyka czteroklapowego handlowali  Fenicjanie, którzy przywozili go do portu w Tyrze, z którego potem przez kupców transportowane było do Babilonii[9]. Z drewna cyprzyka zbudowano m.in. dach katedry w Kordobie[7].
- Wydzielana przez drzewo żywica zwana sandarakiem jest używana do produkcji werniksów, pachnących proszków do fumigacji, płynu, którym powleka się papier po zeskrobaniu atramentu, oraz w dentystyce[8].